# ایالت خیبر پختونخوا
خیبر پختونخوا (پشتو: خیبر پښتونخوا، اردو: خیبر پختونخوا) با نام اختصاری پختونخوا یکی از ایالت‌های کشور پاکستان است. خیبر پختونخوا در شمال غرب پاکستان واقع شده‌است و مرکز این ایالت شهر پیشاور است. این ایالت قبل از معاهده گندومک خط فرضی دیورند جزو خاک افغانستان بود که در حکومت سلطنتی امارت افغانستان توسط امیر عبدالرحمن خان به هند بریتانیایی واگذار شد. این ایالت تا قبل از معاهده دیورند با منطقه جامو و کشمیر هند با شبه قاره هند مرز تجاری داشت و جزوی از گذرگاه چهار راه آسیا بود که در جاده ابریشم قرار داشت و آسیای میانه و جنوب آسیا را بهم متصل میکرد.
قسمت شمالی خیبر پختونخوا از مناطق سرسبز و پردرخت و گردشگری است. بیشتر شهروندان این ایالت پشتون هستند. قسمت جنوبی آن شامل شهرهایی است که بسیاری از مؤسسات و صنایع پاکستان در آن واقع شده‌اند.
در زبان اردو بیشتر، این ایالت را سرحد می‌نامند و مردم پشتون از آن با نام پختون‌خوا (به معنی ناحیهٔ پشتون) یاد می‌کنند.این ایالت تا سال ۱۸۷۱ بخشی مرکزی و جنوبی آن از ایران بود که بر اساس قرارداد گلدسمید در دوره ناصرالدین‌شاه قاجار از ایران جدا شده و تا پیش از استقلال پاکستان به بلوچستان انگلیس یک منطقه خودمختار توسط بلوچ ها زیر اداره انگلیسی ها شناخته می‌شد.

## مردم
جمعیت خیبر پختونخوا ۲۱ میلیون نفر تخمین زده می‌شود. بزرگترین گروه قومی پشتون‌ها هستند که جمعیت آنها تقریباً ۹۹٪ از کل جمعیت ایالت است. رایج‌ترین زبان در منطقه پشتو  دومین زبان اردو زبان اداری است. پشتو زبان غالب در مرزهای غربی و جنوبی است و همچنین زبان اصلی بسیاری از شهرها و ازجمله پیشاور است. گویشوران پشتوی جنوبی در جنوب شرق ایالت به‌ویژه در دیره اسماعیل خان زندگی می‌کنند.
بسیاری از قبایل پشتون در خیبر پختونخوا ازجمله بنگش، میان‌خیل، یوسفزی، تنولی، دلازاک، ختک، مروت، شهید، آفریدی، شینواری، اوراکزی، مهسود، مهمند که از قبایل شاخه بنوسی یا وزیری به‌شمار می‌آیند.
در سمت شمال سلیمان‌خیل، ترین، جدون و مشوانی عمده قبایل پشتون هستند. همچنین بسیاری از قبایل غیر پشتون مانند اعوان، گجر و غیره در منطقه ساکنند. باور بر این است که قبیله اعوان در اصل عرب بوده و مردم این قبیله با بقیه پشتون‌ها و غیر پشتون‌ها تفاوت دارند. در ناحیه چترال در شمال گروه‌های قومی کوچک مانند کوهستانی، خوار، شینا، توروالی، کالاشا و کلامی نشیمن دارند.
علاوه بر این، ۱٫۵ میلیون پناهنده افغان در خیبر پختونخوا زندگی می‌کنند، که بیشتر آنها پشتون هستند.
بیشتر جمعیت خیبر پختونخوا مسلمان‌اند، اما تعداد کمی از سیک‌ها نیز در این ناحیه سکونت دارند.

## جغرافیا
خیبر پختونخوا دارای مساحت ۲۸٬۷۷۳ مایل مربع یا ۷۴٬۵۲۱ کیلومتر مربع است. خیبر پختونخوا در یک منطقه حساس از لحاظ زمین‌شناختی واقع شده‌است و به همین دلیل در گذشته زمین‌لرزه‌های بسیاری در اینجا مانند زمین‌لرزه کشمیر رخ داده‌است.
پیشاور بزرگترین شهر خیبر پختونخوا و همچنین مرکز استان است. سایر شهرهای بزرگ شامل نوشهره، مردان، چارسده، مانسره، ایوبیه، نتهیا گلی و ابوت‌آباد است. دیره اسماعیل خان، کوهات، کوهستان بالا، بنون، پیشاور، ابوت‌آباد و مانسره مناطق اصلی هستند.
ایالت خیبر پختونخوا از مناطق صخره‌ای خشک در جنوب و دشت‌های سبز در شمال تشکیل شده‌است. آب و هوای آن بری یعنی دارای زمستان‌های سرد و تابستان‌های گرم است. با وجود هوای بری، کشاورزی در آن رایج است.
براساس سرشماری سال ۱۹۹۸، خیبر پختونخوا ۱۷ میلیون نفر جمعیت داشت که از این تعداد ۵۲ درصد مرد و ۴۸ درصد زن بودند. تراکم جمعیت ۱۸۷ نفر در هر کیلومتر است.
از نظر جغرافیایی، استان خیبر پختونخوا می‌توان به دو منطقه تقسیم شود: منطقه شمالی و منطقه جنوبی. منطقه شمالی از رشته‌کوه‌های هندوکش در پیشاور آغاز می‌شود. منطقه شمالی در زمستان سردتر و بارانی‌تر است، در حالی که تابستانش مطبوع است جز در پیشاور، جایی که تابستان‌ها شدید و زمستان‌ها سرد است. منطقه جنوبی خشک است و تابستان‌های بسیار گرم و زمستان‌های سرد دارد و کم‌باران است.
این ایالت از لحاظ استراتژیک بسیار مهم حیاتی است زیر در گذشته‌های دور راه ابریشم میان افغانستان بزرگ و شبه قاره هند بوده و آسیای جنوبی و آسیای مرکزی را به هم متصل میکرد تا قبل از به‌وجود آمدن پاکستان (هند بریتانیایی)  و تعیین خط دیورند این ایالت به مرکزیت پیشاور هم مرز با ایالت کشمیر هند بوده است.
رودخانه‌های خیبر پختونخوا شامل رودخانه کابل، رود سوات، رود چیترال، رودخانه پنجگوره، رودخانه بارا، رود کرام، رودخانه گومال و رودخانه ژوب است.
خیبر پختونخوا از مناطق چهارفصل پاکستان است. دیره اسماعیل خان یکی از گرمترین مناطق در پاکستان است که در قسمت جنوبی خیبر پختونخوا قرار دارد و در مقابل، مناطقی مانند سوات، دیر وچیترال جزو مناطق سردسیر این کشور به‌شمار می‌روند.

## اقتصاد
کشاورزی نقش مهمی در اقتصاد خیبر پختونخوا ایفا می‌کند. عمده تولیدات آن گندم، ذرت، برنج، نیشکر و میوه است. برخی از سرمایه‌گذاری‌های صنعتی و پیشرفته در پیشاور کمک زیادی به ایجاد درآمد برای مردم منطقه کرده‌است. شهروندان این ایالت با تمامی مناطق دیگر پاکستان مدادوستد دارند.

## شهرهای مهم
| - ایبت‌آباد - بانو - بالاکوت - Besham - Batagram - Daggar - Charsadda - چیترال - دیره اسماعیل‌خان، پاکستان | valign=top \| - دیر - هنگو - Haripur - Havelian - کوهات - Kulachi - Lakki Marwat - Latamber - Malakand | valign=top \| - Mansehra - مردان - نوشهره - Martung - الپوری - پیشاور - صوابی، پاکستان - مینگوره - Tank |

## شهرستان‌ها
شهرستان‌های (به اردو: اضلاع) این ایالت عبارتند از:
- شهرستان نوشهره
- سوات
- پاراچنار